# Шуринське газоконденсатне родовище
Шуринське газоконденсатне родовище — дрібне родовище у Зміївському районі Харківської області. 

## Опис
Відноситься до Рябухинсько-Північно-Голубівського газоносного району Східного нафтогазоносного регіону України.
Поклади вуглеводнів родовища пов'язані із піщаними тілами у московському ярусі нижнього карбону, які виявлені на глибині у 3846 метрів.
Станом на кінець 2010-х запаси родовища оцінювали у 1660 млн м3.
Станом на початок 2000-х на Шуринському родовищі вже тривалий час не провадилось жодних робіт. Не було воно введене в експлуатацію і станом на 2010-й рік.